# Theo Hermans
Theo Hermans (ur. w 1948 r. w Assent w Belgii) – jeden z najważniejszych współczesnych teoretyków przekładu, profesor niderlandystyki i komparatystyki na University College w Londynie. Znany przede wszystkim ze swojego wkładu w rozwój translatoryki.  Jest też członkiem korespondentem Królewskiej Flamandzkiej Akademii Umiejętności oraz honorowym pracownikiem naukowym w Centre for Translation and Intercultural Studies na uniwersytecie w Manchesterze. Od października 2006 roku piastuje honorowe stanowisko profesora adiunkta na Wydziale Translatoryki na Uniwersytecie Chińskim w Hongkongu. Jest też edytorem czasopisma Dutch Crossing: Journal of Low Countries Studies.

## Życiorys
Theo Hermans studiował anglistykę, germanistykę i niderlandystykę na Uniwersytecie w Gandawie w Belgii. Następnie przeprowadził się do Wielkiej Brytanii, gdzie zdobył tytuł magistra z przekładu literackiego. Jako że uniwersytet nie prowadził wówczas jeszcze studiów germanistycznych, Hermans rozpoczął studia doktoranckie z dziedziny komparatystyki na Uniwersytecie w Warwick. W 1973 roku wyjechał do Algierii, gdzie nauczał angielskiego na Wydziale Języków Obcych na Uniwersytecie w Algierze. Wrócił po dwóch latach, ukończył doktorat i rozpoczął pracę w Bedford College. W 1993 roku rozpoczął pracę w University College w Londynie.

## Obszary badań i wpływ na translatorykę
Jego pierwsze publikacje dotyczyły historii translatoryki na terenach Niderlandów. Jednak jego najbardziej wpływowym dziełem była książka pt. The Manipulation of Literature, której był redaktorem oraz autorem wstępu i jednego z rozdziałów. Krytykował w niej traktowanie tekstów tłumaczonych jako drugorzędnych w hierarchii dzieł literackich oraz postulował rozwój translatoryki jako pełnoprawnej dziedziny nauki. Był to pierwszy zbiór tekstów podchodzących do translatoryki naukowo. W ostatnich latach Hermans skupia się na obecności tłumacza w tłumaczonych tekstach.

## The Manipulation of Literature[3]
The Manipulation of Literature, książka wydana w 1985 roku, to jedno z najważniejszych dzieł Theo Hermansa. Uznawana jest za punkt zwrotny w rozwoju przekładoznawstwa jako dziedziny naukowej. W momencie jej powstania translatoryka wciąż była pomijana i zajmowała marginalne miejsce w literaturoznawstwie. Zdaniem Hermansa wynikało to w znacznej mierze z romantycznej wizji dzieła literackiego będącego niepodrabialnym dziełem wielkiego geniuszu. W wyniku tego przekłady, podobnie jak parodie czy adaptacje sceniczne, traktowane były jako zmodyfikowane oryginały, pozbawione iskry geniuszu i tym samym niezdolne dorównać oryginałowi.
W połowie lat 70. grupa badaczy przekładu postanowiła zmienić obliczę translatoryki, czego bezpośrednim efektem było powstanie książki The Manipulation of Literature. Poza Hermansem znajdują się tu teksty autorstwa takich postaci jak Andre Lefevre czy Gideon Toury. Punktem wyjścia dla wszystkich artykułów była teoria polisystemu autorstwa Itamara Ewen-Zohara, według której wszystkie aspekty kultury - w tym szczególnym przypadku literatura - są systemami będącymi częścią większego polisystemu, w którym poszczególne elementy wpływają na siebie nawzajem i wciąż zmieniają swoją pozycję. Teksty tłumaczone są takim elementem i walczą o swoją pozycję pośród wszystkich innych dzieł kultury. Ta teoria jest głównym modelem teoretycznym używanym przez Hermansa i pozostałych badaczy.
Główne założenia i postulaty autorów tekstów zawartych w książce są następujące:
- literatura to złożony i dynamiczny system,
- konieczna jest ciągła konfrontacja modeli teoretycznych z analizą poszczególnych przykładów,
- przekład literacki musi być analizowany w sposób opisowy, skupiony na języku docelowym, funkcjonalny i systemowy,
- obiektem zainteresowania powinny być:
  1. normy i ograniczenia kierujące zarówno tworzeniem, jak i recepcją tłumaczeń,
  2. relacje między tłumaczeniami a innymi rodzajami przetwarzania tekstu,
  3. miejsce i rola tłumaczeń w literaturze danego kraju.

## Publikacje

### Autor
- Door eenen engen hals: Nederlandse beschouwingen over vertalen 1550-1670, 1996.
- Translation in Systems, 1999.
- The Conference of the Tongues, 2007.
  - Narada języków 2015, przekład Agnieszka Dauksza, Magdalena Heydel, Katarzyna Michalik, Monika Pitek, Kinga Rozwadowska, Katarzyna Szymańska, Katarzyna Wasilewska, Kamila Wojda; redakcja naukowa przekładu Magdalena Heydel, Katarzyna Szymańska; recenzent Piotr Blumczyński, Wydawnictwo Uniwersytetu Jagiellońskiego.

### Redaktor
- The Manipulation of Literature, 1985.
- The Flemish Movement: A Documentary History 1780-1990, 1992.
- Vertalen historisch bezien, 1995.
- The Babel Guide to Dutch and Flemish Fiction, 2001.
- Crosscultural Transgressions, 2002.
- Translating Others (2 tomy), 2006.